# Lasius sonobei
Lasius sonobei es una especie de hormiga del género Lasius, tribu, Lasiini, orden Hymenoptera. Fue descrita por Yamauchi en 1979.

## Distribución
Se distribuye por Japón.

## Hábitat
Habita en bosques mixtos templados, en troncos cubiertos de musgo y nidos. Se ha encontrado a elevaciones de 30-700 metros.